# Nephalius spiniger
Nephalius spiniger är en skalbaggsart som först beskrevs av Blanchard 1843.  Nephalius spiniger ingår i släktet Nephalius och familjen långhorningar.
Artens utbredningsområde är:
- Paraguay.
- Uruguay.

Inga underarter finns listade i Catalogue of Life.